# Xenochrophis vittatus
Xenochrophis vittatus är en ormart som beskrevs av Carl von Linné 1758. Xenochrophis vittatus ingår i släktet Xenochrophis och familjen snokar. Inga underarter finns listade i Catalogue of Life.
Arten förekommer på Sumatra, på Java och på flera mindre öar i regionen. Den lever i låglandet och i bergstrakter upp till 1200 meter över havet. Habitatet utgörs av öppna fuktiga landskap som träskmarker eller områden intill sjöar. Xenochrophis vittatus besöker även risodlingar. Den jagar grodor och fiskar.
Några exemplar fångas och säljs som sällskapsdjur. Xenochrophis vittatus fångas även som föda för större ormar som hölls i terrarium. Hela beståndet påverkas inte allvarlig. IUCN listar arten som livskraftig (LC).

## Bildgalleri

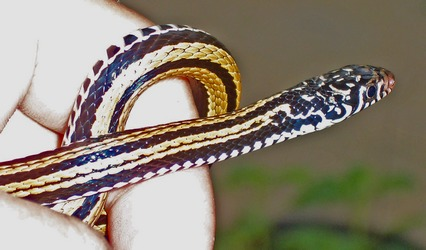